# La Nuit aux étoiles
La Nuit aux étoiles (Starry Nights) est un roman de Shobhaa De, publié en 1991.
Il raconte l'histoire d’Aasha Rani, jeune fille venue du sud jusqu’à Bombay, devenue une star adulée de cinéma au parcours sordide, et de ses relations avec Akshay Arora.
Le roman est devenu un succès en Inde et s'est vendu à plusieurs millions d'exemplaires dans le monde.

## Personnages
- Aasha Rani, (Viji Iyengar), l'héroïne tamoule et actrice de Bollywood.
- Akshay Arora, un célèbre acteur de Bollywood, amant d'Aasha.
- Kishenbhai, un ancien producteur de films, amant éconduit d'Aasha.
- Malini Arora, l'épouse d'Akshay.
- Shethji, (Sheth Amirchand), un gangster venant de Bombay et membre du Parlement indien.
- Amma, (Geetha Devi), la mère et matrone d'Aasha.
- Linda, une échotière et amante d'Aasha.
- Abhijit Mehra, le fils d'un industriel et amant d'Aasha.
- Jamie "Jay" Phillips, l'époux néo-zélandais d'Aasha.
- Sudha Rani, la sœur cadette d'Aasha.
- Appa, le père alcoolique d'Aasha, ancien producteur de Kollywood.
- Jojo "Jitendra" Mehta, producteur de films et amant d'Aasha.
- Gopalakrishnan, un trafiquant d'armes et amant d'Aasha.
- Shonali Leclerc, une call-girl mondaine que Aasha rencontre à Londres.
- Sasha, la fille d'Aasha.